# Баллистическая ракета малой дальности

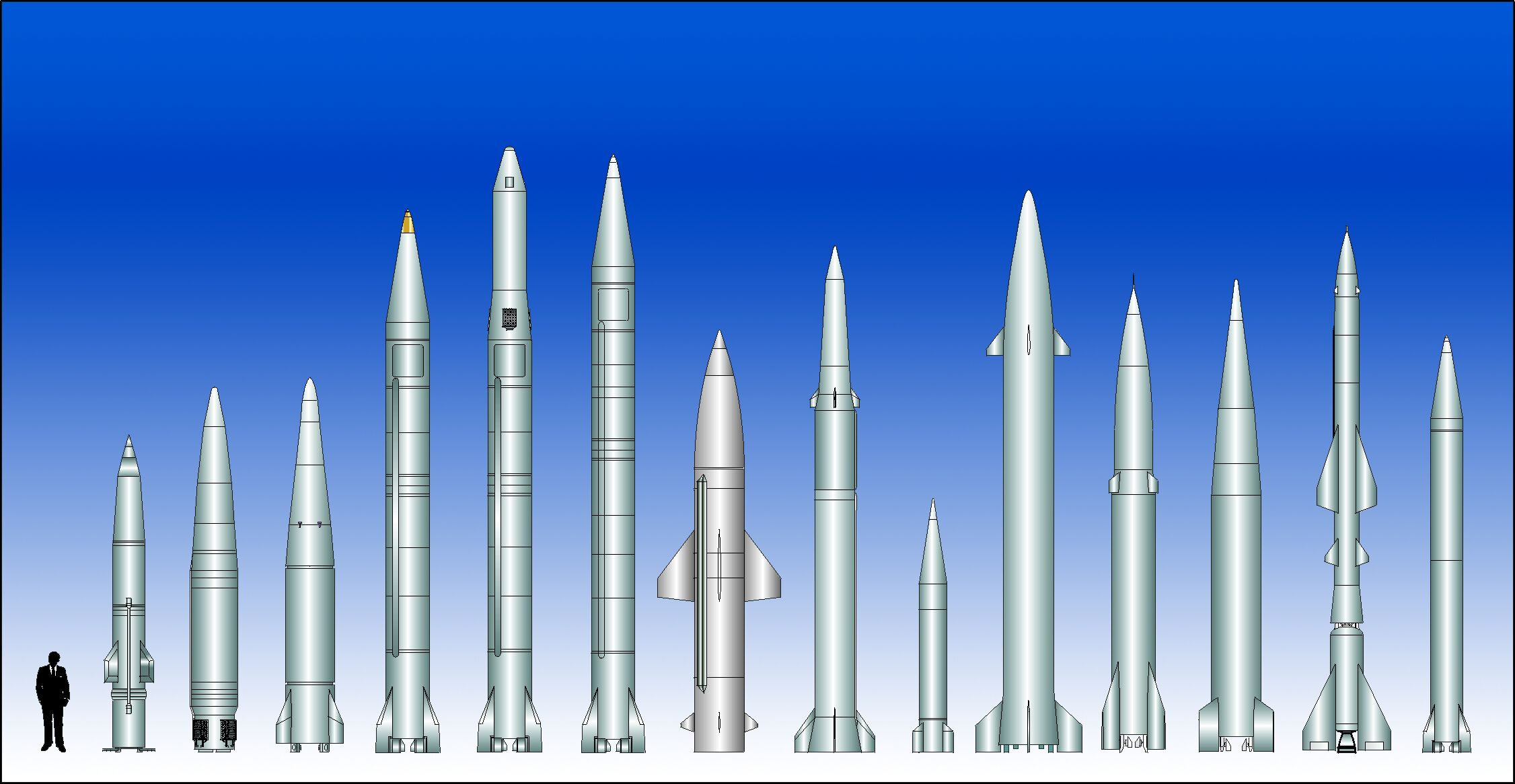
Сравнительное изображение БРМД различных стран

Баллистические ракеты малой дальности (БРМД), а в терминах договора о ликвидации РСМД Баллистические ракеты меньшей дальности — баллистические ракеты дальностью действия от 500 до 1000 километров. Могут оснащаться ядерной боеголовкой.
Первая баллистическая ракета данного класса — Фау-2 (V-2), была разработана в Германии в 1940-х годах и впервые запущена 3 октября 1942 года. Первое её боевое применение состоялось 8 сентября 1944 года.

## Список БРМД
- Агни 1 (800 км)  Индия
- Шаурья (600—700 км)  Индия
- Газнави (350 км)  Пакистан
- Абдали (200 км)  Пакистан
- Дунфэн-15 (600 км)  Китай
- MGM-31A Pershing 1A (740 км)  США
- Притхви Индия
  - Притхви III (350—600 км до 1000 при 250 кг ПН)
- Шахаб-2 (700 км)  Иран
- Qiam 1 (750 км)  Иран
- Эль-Хусейн (550 км)  Ирак
- Эль-Аббас (850 км)  Ирак
- Иерихон 1 (500 км)  Израиль
- 9К76 «Темп-С» (900 км)  СССР[1]
- 9К270 «Искандер» (50-500 км)  Россия